# Mastrinka
Mastrinka is een plaats in de gemeente Trogir in de Kroatische provincie Split-Dalmatië. De plaats telt 932 inwoners (2001).